# Anthurium holm-nielsenii
Anthurium holm-nielsenii är en kallaväxtart som beskrevs av Thomas Bernard Croat. Anthurium holm-nielsenii ingår i släktet Anthurium och familjen kallaväxter. Inga underarter finns listade.